# Jan Mårtenson
Jan Mårtenson (n. 14 februarie 1933, Uppsala) este un scriitor suedez și diplomat. A scris peste cincizeci de romane polițiste.

## Biografie
Tatăl său fiind ofițer superior, în copilăria sa Jan Mårtenson s-a mutat des odată cu garnizoana- astfel a locuit la Halmstad, Boden și Örebro. Ajunge astfel să cunoască stilul de viață patriarhal al Suediei antebelice, lucru care va influența opera sa literară, în numeroase romane ale sale descriind scene și tipuri de oameni care i-au influențat copilăria. Urmează cursurile Facultății de Drept de la Universitatea din  Uppsala, pe care le termină în 1955. În 1960 este numit atașat al Ministerului de Externe. Până în 1963 este secretar al ambasadei suedeze de la Rio de Janeiro. În 1964-1965 este numit prim-secretar al OECD la Paris. Până în 1973 lucrează ca secretar la ONU, în diferite departamente. 
Debutează în 1970 cu volumul de poezii  32 om kärlek (32 despre dragoste), volum care se înscrie pe linia modernismului suedez al anilor 1960. 
În 1971 îi apar două volume de proză Telegrammet från San José și Tre Skilling Banco. 
Personajul principal al romanelor sale polițiste este Johan Kristian Homan. În 1972 apare romanul polițist Nobelpristagaren och döden, primul dintr-o serie de romane polițiste care îi voi asigura notabilitatea lui Mårtenson, devenind unul dintre cei mai cunoscuți autori europeni ai genului.
 Homan este un negustor fictiv de antichități din Gamlastan, orașul vechi din Stockholm, un bărbat între două vârste, necăsătorit, care trăiește doar cu o pisică siameză numită Cléo de Merode. 
În 1973-1975 este numit șef al Biroului de Informații al Ministerului Suedez de Externe, iar în 1975-1979 este șef al Cancelariei Regale Suedeze.
În 1976 publică romanul Häxhammaren, primul a cărei acțiune se desfășoară în trecut.
În 1979-1991 devine, pe rând, vice-secretar general și șef al comisiei pentru dezarmare, apoi al comisiei împotriva rasismului.  Din 1987 este subsecretar, apoi director general al biroului ONU de la Geneva.
În 1993, Jan Mårtenson este ambasador al Suediei la Geneva.

## Lucrări scrise

### Romane polițiste cu Homan
- Helgeandsmordet (1973)

ro.: Crima de la Helgeand
- Drakguldet (1974)

ro.: Aurul dragonului
- Demonerna (1975)

ro.: Demonii
- Häxhammaren (1976)

ro.: Ciocanul vrăjitoarei
- Döden går på museum (1977)

ro.: Moartea se plimbă prin muzeu
- Döden går på cirkus (1978)

ro.: Moartea se plimbă prin circ
- Vinprovarna (1979)

ro.: Degustătorul de vin
- Djävulens hand (1980)

ro.: Mâna diavolului
- Döden gör en tavla (1981)

ro.: Moartea face o greșeală
- Middag med döden (1982)

ro.: Crima de la cină
- Vampyren (1983)

ro.: Vampirul
- Guldmakaren (1984)

ro.: Fabricantul de aur
- Häxmästaren (1985)

ro.: Vrăjitorul
- Rosor från döden (1986)

ro.: Trandafiri din partea morții
- Den röda näckrosen (1987)

ro.: Nufărul roșu
- Neros bägare (1988)

ro.: Paharul lui Nero
- Mord i Venedig (1989)

ro.: Crimă la Veneția
- Akilles häl (1990)

ro.: Călcâiul lui Ahile
- Ramses hämnd (1991)

ro.: Răzbunarea lui Ramses
- Midas hand (1992)

ro.: Mâna lui Midas
- Gamens öga (1993)
- Tsarens guld (1994)
- Karons färja (1995)
- Caesars örn (1996)
- Högt spel (1997)
- Det svarta guldet  (1998)
- Häxan (1999)
- Mord på Mauritius (2000)
- Ikaros flykt (2001)
- Mord ombord (2002)
- Dödligt svek (2003)
- Ostindiefararen (2004)
- Döden går på auktion (2005)
- Den kinesiska trädgården (2006)
- Spionen (2007)
- Dödssynden (2008)
- Palatsmordet (2009)
- Mord i Havanna (2010)
- Safari med döden (2011)
- Mord i blått (2012)
- Jubileumsmord (2012)
- Den grekiska hjälmen (2013)
- Juvelskrinet (2014)

### Romane scrise sub pseudonimul Mårten Janson

#### DespreJonas Berg
- Telegrammet från San José (1971)

ro.: Telegramă de la San José
- Tre Skilling Banco (1971)

ro.: Timbru de trei șilingi
- Nobelpristagaren och döden (1972)

ro.: Laureatul Premiului Nobel și moartea

#### Alte romane
- Släkten är bäst (1978)

ro.: Tot rudele sunt cele mai apropiate
- Utsikt från min trappa (1982)

ro.: Vedere de pe scara mea
- Mord och mat (1994)
- Mord i Gamla stan (2002)
- Mord på menyn (2003)

### Alte lucrări
- 32 om kärlek (1970), poezie

ro.: 32 despre dragoste
- Drottningholm - slottet vid vattnet (1985), eseuri

ro.: Castelul de lângă apă
- Sverige (1986)
- Slottet i staden (1989)

ro.: Palatul din oraș
- Arvfurstens palats (1991), eseuri

ro.: Palatul prințului moștenitor
- Kungliga svenska konstnärer (1994)
- Residens - Svenska EU-ambassader (1997)
- Sofia Albertina - en prinsessas palats (1997), eseuri, colaborare cu Alf Åberg
- Att kyssa ett träd (2000), memorii
- Beridna högvakten (2005)
- Kungliga Djurgården (2007)
- Oss håller inga bojor, oss binder inga band!  (2013)

## Legături externe
- http://www.homansallskapet.se/ Arhivat în 30 septembrie 2017, la Wayback Machine.